# Équipe d'Espagne de rugby à XIII
L'équipe d'Espagne de rugby à XIII est l'équipe qui représente l'Espagne dans les compétitions internationales. 
Elle regroupe les meilleurs joueurs espagnols, ou d'origine espagnole,  de rugby à XIII. Elle bénéficie ainsi de l'apport de joueurs jouant dans les championnats français et britannique.
Depuis sa création, elle n'est pas parvenue à se qualifier pour la coupe du monde.

## Histoire
L'équipe d'Espagne de rugby à XIII est l'équipe qui représente l'Espagne dans les compétitions internationales majeures de rugby à XIII depuis le 28 aout 2013, date de la création de la fédération nationale : l' Asociación Española de Rugby League (AERL), elle-même membre affilié de la Rugby League European Federation (RLEF) depuis 2015 .
Elle regroupe les meilleurs joueurs espagnols de rugby à XIII , principalement ceux des clubs « pionniers » de la région de Valence, de Madrid, d'Alicante et de Castellon. Une expérience  avait été tentée de créer une équipe de Catalogne qui a pu jouer certains matches amicaux entre 2008 et 2009  mais qui n'a jamais obtenu de statut auprès des instances internationales.
C'est vraisemblablement en raison de la proximité géographique avec la France, que le rugby à XIII a pu être introduit en Espagne. En effet, seul le rugby à XV était connu dans ce pays, alors que de l'autre côté de la frontière, en France, dans le département des Pyrénées orientales, des clubs de rugby à XIII parmi les plus célèbres du championnat existent depuis des décennies: le XIII catalan mais aussi le club de Palau del Vidre qui ne se trouve qu'à quelques kilomètres de la frontière franco-espagnole, et qui alimentera plus tard de joueurs d'abord la sélection catalane, puis la sélection espagnole.    

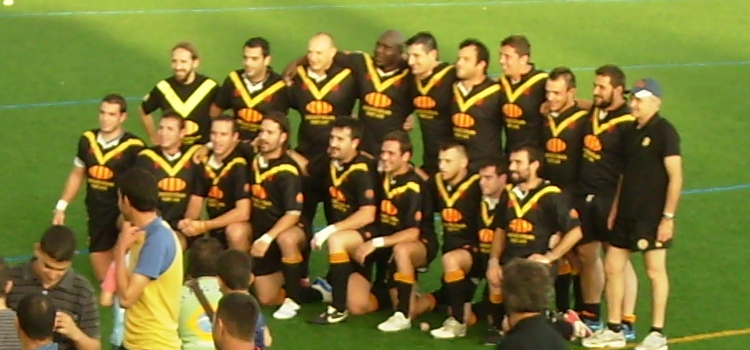
L'équipe catalane avant un match avec ses couleurs (noir et or)

Dans un premier temps, il avait en effet paru opportun de créer une équipe de Catalogne, la culture catalane pouvant être perçue comme le dénominateur commun entre les deux régions frontalières. À cela s'ajoute probablement une considération politique : la « lliga » catalane de rugby à XIII soutenant le référendum et l'indépendance de la Catalogne. Et possiblement, l'opportunité de surfer sur la renommée grandissante des dragons catalans.
Sportivement, l'équipe joue quelques tests-matches, qu'elle perd tous, à l'exclusion d'un dernier match face à la République tchèque. Quant à l'« Associació Catalana de Rugby Lliga », elle n'obtient pas de reconnaissance officielle internationale, plus précisément le statut de «membre affilié» de la RLEF, qui lui aurait permis de disputer les compétitions officielles.
Dès lors nait un projet moins «exclusiviste» de créer une fédération nationale espagnole qui se concrétise par la création de l'Asociación Española de Rugby League (AERL). Ce qui ouvre la possibilité d'une reconnaissance officielle, permettant aux joueurs ibères de disputer des matchs officiels.
L'équipe nouvellement créée, qui adopte le taureau comme emblème sur son maillot,  entame donc une campagne pour tenter de se qualifier à la Coupe du Monde de Rugby à XIII de 2017.

## Première campagne: Matches de préparation et  tournoi pré-qualitatif pour la Coupe du Monde 2017
| Date              | Venue               | Home     | Result | Away      | Competition                        | Résumé du match (en anglais) |
| ----------------- | ------------------- | -------- | ------ | --------- | ---------------------------------- | ---------------------------- |
| 24 septembre 2015 | Valence             | Espagne  | 4–64   | Serbie    | Test-match                         | Report                       |
| 17 octobre 2015   | Athènes             | Grèce    | 4–76   | Espagne   | qualifications coupe du monde 2017 | Report                       |
| 26 septembre 2015 | Valence             | Espagne  | 40–30  | Malte     | qualifications coupe du monde 2017 | Report                       |
| 19 septembre 2015 | Muro de Alcoy       | Espagne  | 36–24  | Italie B  | Test-match                         | Report                       |
| 6 juin 2015       | Valence             | Espagne  | 16–32  | Allemagne | Test-match                         | Report                       |
| 9 mai 2015        | Riga                | Lettonie | 12–32  | Espagne   | qualifications coupe du monde 2017 | Report                       |
| 8 juin 2014       | Moncada             | Espagne  | 54–10  | Belgique  | Test-match                         | Report                       |
| 25 mai 2014       | Neder-Over-Heembeek | Belgique | 10–12  | Espagne   | Test-match                         | Report                       |

C'est avec un groupe composé de joueurs issus de  trois nations (France, Angleterre et Espagne) que le sélectionneur anglais des Toros, Darren Fisher, entame la campagne de qualification; six semi-professionnels venant de France , mais aussi quatre joueurs issus de la Barla (la ligue amateure britannique de rugby à XIII) dont l'anglo-espagnol Miguel Blanco-Charters. Ce joueur de Seaton, est recruté à la suite d'un « tweet » sur le compte des Seaton Rangers, l'équipe de XIII locale, qui venait de remporter le titre de champion anglais amateur face à Walney Central. L'équipe comporte cependant pas moins de 11 joueurs issus des six des vingts clubs jouant le championnat espagnol national.
L’Équipe espagnole élève son niveau de jeu par rapport à la précédente sélection, l’Équipe de Catalogne, en remportant 6 matches (2 victoires face à la Belgique, une face à la Grèce, une face à Malte, une face à l'Italie B et une face à la Lettonie).
Elle est versée ensuite dans le groupe B « Europe »
| \| \| Team \| v · d · m \| | Joués | V         | N | D | PM  | PE | +/− | Pts |
| -------------------------- | ----- | --------- | - | - | --- | -- | --- | --- |
| Irlande                    | 2     | 2         | 0 | 0 | 116 | 22 | +94 | 4   |
| Russie                     | 2     | 1         | 0 | 1 | 56  | 76 | -20 | 2   |
| Espagne                    | 2     | 0         | 0 | 2 | 12  | 96 | -84 | 0   |
|                            | Team  | v · d · m |   |   |     |    |     |     |

| 15 octobre 2016 | Russie  | 40-6  | Espagne | Fili Stadium, Moscou                   |
| 22 octobre 2016 | Espagne | 6-46  | Irlande | Polideportivo Quatre Carrares, Valence |
| 29 octobre 2016 | Irlande | 70-16 | Russie  | Carlisle Grounds, Bray                 |

Mais les « Toros » rencontrent alors des équipes d'un autre niveau, avec un passé treiziste et une expérience plus ancienne. L'Espagne échoue donc aux portes de la qualification.
À la veille de la Coupe du Monde, à laquelle elle ne pourra participer, elle est au 21e rang mondial .

## Éliminatoires de la Coupe du monde de 2021
L'Espagne joue sa qualification dans le groupe Euro B, composé de la Russie et de la Serbie.
Seules les deux premières places sont qualificatives pour les matchs de barrage.  Le 6 octobre 2018, elle affronte la Russie qu'elle bat à Valence sur le score de 32 à 24. Un de ses joueurs se distingue particulièrement, Romain Pallares qui marque trois essais. Il est d'ailleurs désigné homme du match. 
Le 20 octobre 2018, elle se déplace à Belgrade pour affronter la Serbie, face à laquelle elle perd mais de seulement quatre points (20-24).
Par le jeu du point-average, elle termine tout de même première de son groupe. , ce qui lui permet de rester dans la course et d'être versée dans le Groupe A final des éliminatoires, avec l'Irlande et l'Italie.
Dans ce groupe A, l'Irlande est favorite, quels que soient les cas de figures. Cependant, si l'Italie dispose dans son effectif d'heritage players, elle pourra très sérieusement lui contester ce titre ou mettre en difficultés les Celtes. L'Espagne est donc dans une situation délicate, elle aura besoin de son effectif complet, avec notamment ses joueurs jouant dans le championnat de France, pour espérer mettre en difficulté l'Italie, mais uniquement si cette dernière ne parvient qu'à proposer une sélection de talents nationaux  (et non pas renforcée de joueurs disputant les championnats étrangers) ou une équipe B. Au vu des enjeux, cela parait improbable. 
Elle doit donc réaliser un excellent résultat fin 2019, résultat qui semble au-dessus de son niveau en 2018,  pour disputer sa première coupe du monde.
C'est donc en toute logique que l'Espagne, en perdant ses deux matchs face à l'Irlande et à l'Italie, ne parvient pas à se qualifier.

## Déplacement aux Philippines (2020)
En 2020, l'équipe envisage, avec celle du club des Valencia Hurricanes,  de se rendre aux Philippines disputer un match amical.